# Vaccinium taxifolium
Vaccinium taxifolium är en ljungväxtart som beskrevs av Herman Otto Sleumer. Vaccinium taxifolium ingår i Blåbärssläktet, och familjen ljungväxter. Inga underarter finns listade i Catalogue of Life.